# Gornje Svarče
Gornje Svarče (cyr. Горње Сварче) – wieś w Serbii, w okręgu toplickim, w gminie Blace. W 2011 roku liczyła 87 mieszkańców.